# Cătunu (Sălcioara), Dâmbovița
Cătunu (în trecut, Cârciuma lui Vișan) este un sat în comuna Sălcioara din județul Dâmbovița, Muntenia, România.
Satul Cătunu s-a mai numit și Cârciuma lui Vișan, iar la sfârșitul sec. XIX, era cătun al comunei Ghinești. 
La recensământul din 18 martie 2002, populația satului Cătunu era de 169 locuitori și satul avea 53 de case. 